# Monistrol de Montserrat
Monistrol de Montserrat település Spanyolországban, Barcelona tartományban. Lakosainak száma 3198 fő (2024).

## Földrajza
Monistrol de Montserrat Sant Vicenç de Castellet, Castellbell i el Vilar, Marganell, Vacarisses, Esparreguera, Collbató és El Bruc községekkel határos.

## Közlekedés
A település az FGC vasúttársaság Llobregat–Anoia-vasútvonala vonalán fekszik, melyen Barcelona is könnyedén megközelíthető. A közelben található a Sant Joan sikló.

## A város híres szülöttei
- Joan Carrillo Milán labdarúgóedző, a Videotonnal bajnokságot nyert.

## Népesség
A település lakosságának változását az alábbi diagram mutatja:
| Lakosok száma | 339  | 1903 | 3497 | 3330 | 2601 | 2559 | 2983 | 2993 | 3034 | 3198 |
|               | 1717 | 1887 | 1936 | 1960 | 1986 | 2003 | 2008 | 2013 | 2019 | 2024 |